# Grimpoteuthis
Grimpoteuthis – rodzaj ośmiornic z podrzędu frędzlikowców, rodziny Opisthoteuthidae.
Występują na głębokości 400–4800 m p.p.m. Angielska nazwa Dumbo octopus nawiązuje do słonia Dumbo, ponieważ Grimpoteuthis, jak inne głębinowe frędzlikowce, posiadają na płaszczu dwie płetwy – u tego rodzaju przypominające uszy słonia. W trakcie 10-letniego programu Census of Marine Life największy zbadany osobnik Grimpoteuthis mierzył 1,8 m długości i ważył około 5,9 kg. Przedstawiciele rodzaju przebywają zwykle bezpośrednio nad dnem oceanicznym lub blisko niego.

## Systematyka
Do rodzaju zalicza się 17 gatunków:
- Grimpoteuthis albatrossi
- Grimpoteuthis antarctica
- Grimpoteuthis bathynectes
- Grimpoteuthis boylei
- Grimpoteuthis bruuni
- Grimpoteuthis challengeri
- Grimpoteuthis discoveryi
- Grimpoteuthis glacialis
- Grimpoteuthis hippocrepium
- Grimpoteuthis mawsoni
- Grimpoteuthis meangensis
- Grimpoteuthis megaptera
- Grimpoteuthis pacifica
- Grimpoteuthis plena
- Grimpoteuthis tuftsi
- Grimpoteuthis umbellata – gatunek typowy; znany tylko z jednego, źle zachowanego okazu[4]
- Grimpoteuthis wulkeri